# 阿尔莫多瓦门

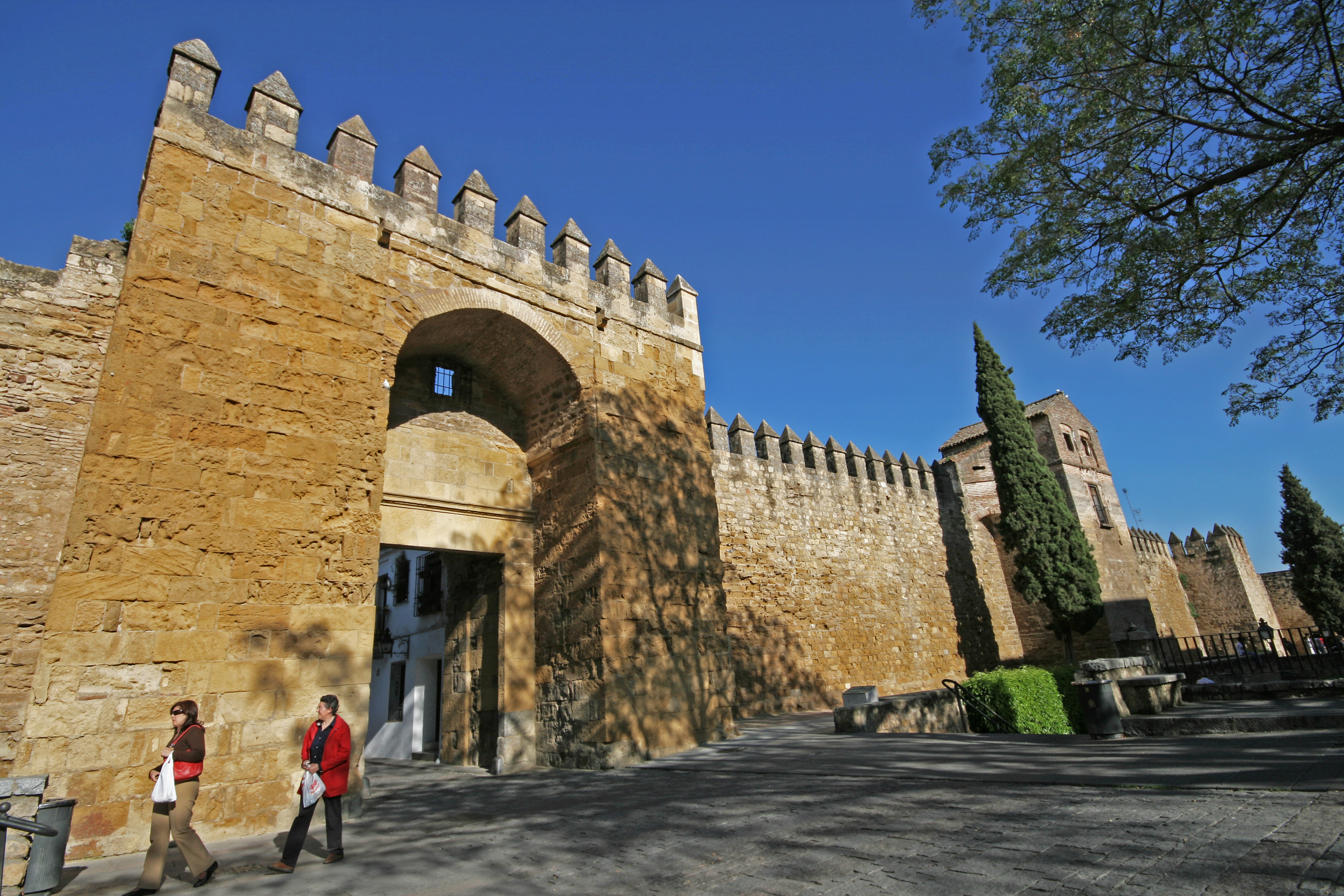
阿尔莫多瓦门

阿尔莫多瓦门（Puerta de Almodóvar）是西班牙安达卢西亚城市科尔多瓦的一座中世纪城门，最初由阿拉伯人兴建，称为Bab al-Chawz (Puerta del Nogal)或巴达霍斯门（Puerta de Badajoz），为西侧城墙上的城门之一，今天则是该市仅存的三个城门之一。
目前的门是在14世纪建立